# Gerichtshöfe

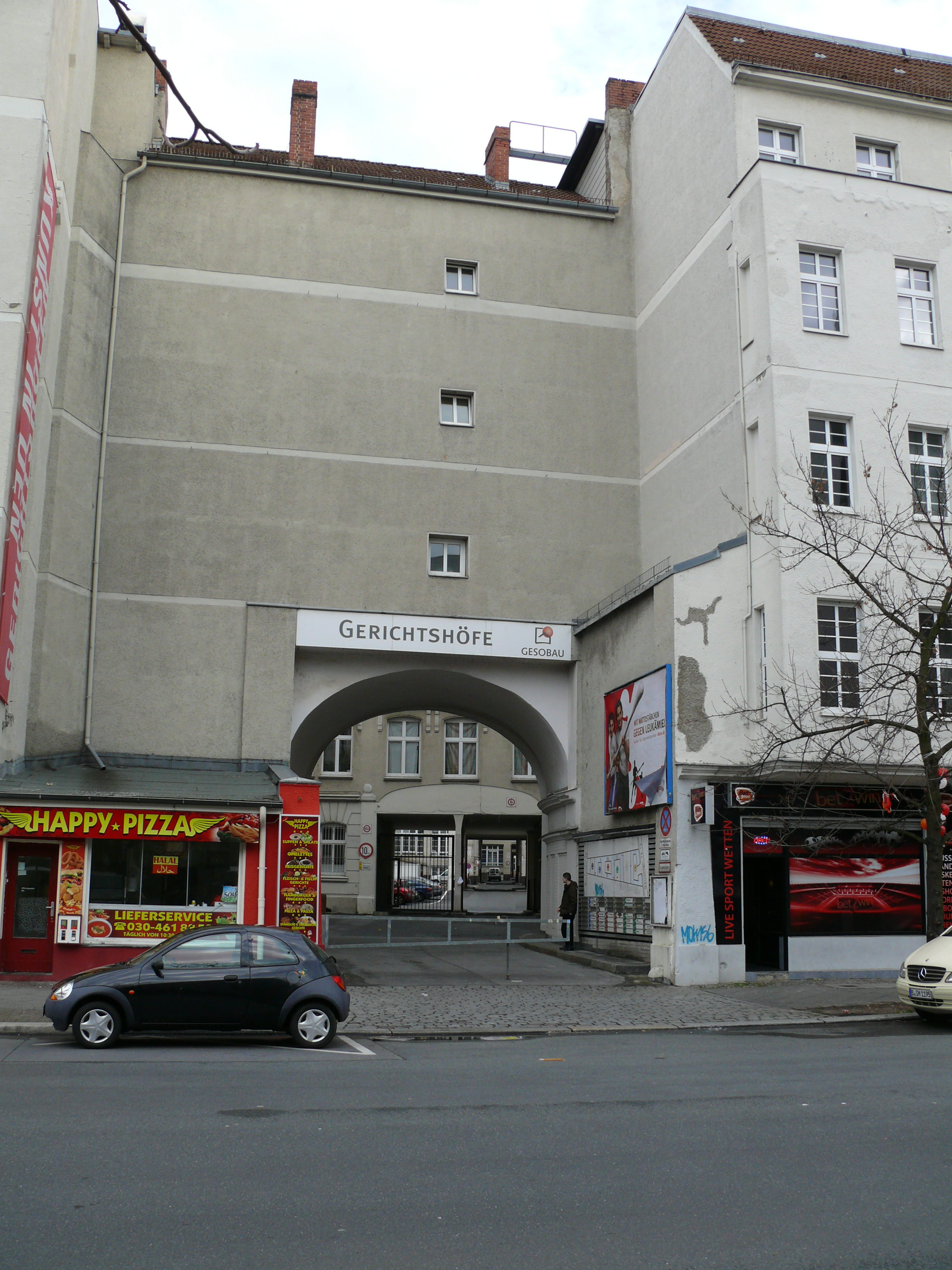
Eingang zu den Gerichtshöfen, 2010

Die Gerichtshöfe sind ein historischer Gebäudekomplex in der Gerichtstraße 12 im Berliner Ortsteil Gesundbrunnen des Bezirks Mitte. Der 1912 errichtete Bau befindet sich zwischen der Wiesenstraße und der Gerichtstraße, auf die der Name zurückgeht. Im 19. Jahrhundert gegründet als chemische Fabrik beherbergen die Gerichtshöfe heute Wohnungen, Kleingewerbe und rund 70 Künstlerateliers. Das Bauensemble besteht aus fünf Höfen mit mehreren Quergebäuden und Seitenflügeln. Eigentümerin ist die landeseigene Wohnungsgesellschaft Gesobau.

## Geschichte
Bei der Erschließung der nördlich von Berlin gelegenen Gebiete wurde gegen 1860 mit der Bebauung des etwa 9000 m² großen Grundstücks begonnen. Am Anfang entstanden für den Eigentümer die Chemische Fabrik J.D. Riedel AG, kleinere Fabrikgebäude, Ställe, Remisen und Lager. Die Fabrik produzierte unter anderem Glühstrümpfe für die Berliner Gaslaternen und Chinin. Später wurden ein Maschinenhaus und weitere Gebäude hinzugebaut. Diese Gebäude wurden jedoch zur Vorbereitung der heutigen Hofanlage bis 1912 abgerissen.
Wegen der wirtschaftlichen Probleme West-Berlins standen in den 1980er Jahren viele Gewerbeflächen leer. Die landeseigene Wohnungsgesellschaft Gesobau entschloss sich deshalb, einen Teil ihrer Immobilien preiswert an Künstler zu vergeben. Im Jahr 1983 mieteten die ersten Künstler zu günstigen Konditionen Gewerberäume und bauten sie nach ihren Bedürfnissen zu Ateliers um. Im Laufe der Jahre wuchs das Kunstquartier und entwickelte sich zu einem Ort der Dynamik und Kreativität. Mit gut 70 Kunstschaffenden unterschiedlichster Herkunft und künstlerischer Ausrichtung ist hier inzwischen eines der größten Kunstquartiere Deutschlands entstanden. Die Gesobau unterstützte die Künstler anfangs durch gemeinsame Veranstaltungen wie das „Weddinger Sommerfest in Hof + Atelier“ (ab 1995) sowie durch den Ankauf von Kunstwerken anteilig zur Miete. Außerdem erschien ein von der Gesobau finanzierter, aufwendiger Katalog der 21 beteiligten Künstler, der erstmals einen repräsentativen Überblick des künstlerischen Schaffens in den Gerichtshöfen bot. Diese Version der Offenen Ateliers wurde bis zum Jahr 2002 fortgesetzt.

## Veranstaltungen in den Gerichtshöfen
Vom August 2002 bis Januar 2004 nahmen die Künstler zusammen mit der Gesobau regelmäßig an der „Langen Nacht der Museen“ teil, die von Mal zu Mal mehr Besucher in die Gerichtshöfe lockte. Da die Gesobau ihr Engagement aus wirtschaftlichen Gründen wieder reduzieren musste, gründete die Künstlergruppe 2004 den Verein „Kunst in den Gerichtshöfen e. V.“. Er verfolgt das Ziel, die Ateliers auch weiterhin zu verschiedenen Anlässen zu öffnen und die Gerichtshöfe zu einem Ort des lebendigen Austauschs für Nachbarn, Künstler und Kunstbegeisterte zu machen. Er ist gemeinnützig, nicht kommerziell ausgerichtet und finanziert sich ausschließlich aus Mitgliedsbeiträgen. Alle Künstler der Gerichtshöfe können unabhängig von der Vereinsmitgliedschaft an den Projekten teilnehmen und mitarbeiten. Die erste selbstorganisierte Teilnahme an der „Langen Nacht der Museen“ fand im August 2004 statt.
Mit Unterstützung der Gesobau und weiterer Sponsoren wurde 2005 ein leer stehender Raum zur Art Lounge ausgebaut und in Betrieb genommen. Die Lounge stand bis 2009 den Künstlern, Gewerbetreibenden, Hof-Nachbarn und auch der Gesobau für Veranstaltungen zur Verfügung. Sie wurde für Ausstellungen, Theateraufführungen, Workshops, Lesungen und Feiern genutzt und diente zur „Langen Nacht der Museen“ als zentraler Treffpunkt mit Informationsstand, gastronomischem Angebot und Sitzgelegenheiten. Im Jahr 2009 wurde die Art Lounge von der Gesobau zu einem Gewerberaum umgebaut und vermietet.
Mit diversen Veranstaltungen suchen die Künstler auch heute den Kontakt zur breiten Öffentlichkeit und Nachbarschaft. Das Angebot richtet sich nicht nur an ein kunst- und kulturinteressiertes Publikum, sondern auch an Menschen, die normalerweise nicht den Weg in eine Galerie finden. Sei es jährlich zum zweitägigen „Nacht & Tag in den Gerichtshöfen“ mit kostenlosen Atelierführungen, zum „Wedding Kultur Festival“, mit Erwachsenen- oder Kinderworkshops oder zur jährlichen Nikolaus-Vernissage namens „MoKuzuMimi – Moderne Kunst zum Mitnehmen“, inzwischen ersetzt durch „Kunst im Karton“. Die Künstler gewähren Einblick in die Ateliers und Werkstätten, zeigen aktuelle Arbeiten, verschiedene Werktechniken und suchen das persönliche Gespräch mit den Besuchern.